# Faro di İnebolu
Il Faro di İnebolu (in turco İnebolu Feneri o Türkeli Feneri) è un faro costiero situato sulla costa anatolica del Mar Nero, su un promontorio che domina il porto di İnebolu nella provincia di Kastamonu, in Turchia.
È gestito e mantenuto dall'Autorità per la Sicurezza Costiera (in turco Kıyı Emniyeti Genel Müdürlüğü) del Ministero dei Trasporti e delle Comunicazioni.

## Storia
Il primo faro fu costruito nel 1879. L'attuale faro sembra essere di recente costruzione. Si affaccia sul porto.

## Descrizione
Il Faro  è una torre cilindrica in cemento bianco alta 9 metri con quattro elementi profilati, un ballatoio e una lanterna.
Il suo lampeggiante emette, a un'altezza focale di 38 m, un lampo bianco di un secondo per ogni periodo di 10 secondi. Il suo raggio d'azione è di 12 miglia nautiche (circa 22 km).
Identificatore: ARLHS: TR-10330 - Admiralty: N5812 - NGA: 19544.

## Caratteristiche della luce marittima
- Frequenza: 10 secondi (W)
  - Luce: 1 secondo
  - Buio: 9 secondi